# ورسکوویتسه
ورسکوویتسه (به لاتین: Vřeskovice) یک منطقهٔ مسکونی در جمهوری چک است که در شهرستان کلاتووی واقع شده‌است.
 ورسکوویتسه ۸٫۶۹ کیلومتر مربع مساحت و ۳۰۹ نفر جمعیت دارد و ۴۱۱ متر بالاتر از سطح دریا واقع شده‌است.